# Ilyushin Il-12
O Ilyushin Il-12 (Designação OTAN: Coach) foi uma aeronave bimotora produzida na União Soviética, desenvolvida na década de 1940 para rotas de aviação comercial de curta e média distância, além de servir como aeronave para transporte militar.

## Projeto e desenvolvimento
O Il-12 foi projetado como uma iniciativa privada pela Ilyushin a partir do outono de 1943 e deveria substituir o Lisunov Li-2, uma versão produzida sob licença do Douglas DC-3. A nova aeronave seguiu um plano clássico para uma aeronave bimotora de transporte com estrutura metálica, monoplano e uma seção de cauda convencional. Uma grande melhoria em relação ao projeto do Li-2 foi o trem de pouso triciclo, que permitiu uma melhor visibilidade durante o taxi, decolagem e pouso. Inicialmente o Il-2 foi projetado para 29 passageiros em uma fuselagem pressurizada, com alcance máximo previsto de 5.000 km em uma velocidade de cruzeiro de 400 km/h. A aeronave utilizaria quatro motores M-88B, já utilizados no Ilyushin Il-4.
Entretanto, durante o projeto, os motores M-88B tiveram de ser substituídos por dois motores a diesel ACh-31 (cada um produzindo 1.500 hp). Os planos para uma fuselagem pressurizada foram abandonados e o número de passageiros reduzido para 27. O Il-12 fez seu voo inaugural em 15 de Agosto de 1945. Logo então foi decidido motorizar a aeronave com os motores radiais Shvetsov ASh-82, tendo seu voo inaugural com os novos motores no dia 9 de Janeiro de 1946.
O Il-12 teve problemas com vibração durante os testes, características ruins no caso de perda de motor e necessitou um reforço na parte traseira da fuselagem para prevenir o tombamento durante o carregamento durante problemas de centro de gravidade. Outros problemas foram a utilização de magnésio próximo aos motores que no caso de fogo em algum dos motores poderia levar a um fogo não controlável, danificando a estrutura da asa (isso foi revelado posteriormente após a queda de um Ilyushin Il-12 próximo a Voronezh, matando todos os ocupantes após um fogo no motor. Subsequentemente, como resultado da investigação do acidente, o magnésio foi substituído por ligas de alumínio e o sistema de extinção de fogo redesenhado.) Entretanto, uma vez que esses problemas foram resolvidos, os pilotos de teste aplaudiram a nova aeronave, que contribuiu na decisão de lançar o Il-12 na produção em série.